# Старият Войн
Старият войн е девети студиен албум на българската рок група Епизод. Представен е на 2 юни 2008 година, деня на смъртта на Ботев, в столичния Дом на културата „Средец“.

## Песни
Албумът е съставен от 9 песни, по текстове на Иван Вазов („Раковски“, „Бенковски“ и „Батак“), Христо Ботев („Елегия“, „Майце си“ и „Към брат си“) и Симеон Христов („Кубрат“, „Враг“ и „Старият войн“).

## Изпълнители
- Емил Чендов – вокали
- Драгомир Драганов – китари и вокали
- Симеон Христов – бас китара
- Христо Гьошарков – барабани
- Делян Георгиев – клавишни